# 張元 (西夏)
張元（-1044年）は、西夏の役人で、太子、中書陵、商書陵、宰相として崇拝されている。

## 幼少期
北宋永興軍路華州華陰県（現在の陝西省華陰市）の出身、姓は張、名は不明、若い頃は「侠客としての自覚を持っていた」 ”、「乱暴で柔和、有能」と傑出した才能を持っていた。北宋時代、何度も落第しながらも試験に合格しようと努力したが、残念ながら宮廷試験で追放され、得ようとしていた名声が無駄になったと見て落胆し、怒り、反乱を起こした。宋の時代、彼は宋の仁宗景佑皇帝 (1034 ～ 1037 年) の頃に夏に亡命した。建国前の光雲時代と大慶時代に、袁昊とその友人の呉暉 (本物)名前不明、元の姓は胡）李元豪が建国して皇帝になるという野望を持っていると聞いて西夏に来た時、彼は名前を張元に変え、胡という名前の友人は名前を呉皓に変えた。二人は一日中居酒屋で飲み、壁にペンで「張源と呉暉はこの建物に飲みに来ている」と書いた。哨兵が彼らを見た後、彼らが夏出身ではないことが分かったので、捕らえて袁昊に与えた。袁暉はなぜ自分の名前のタブーを犯したのか（袁昊はまだ名前を玉暁に変えていなかった）、そして夏王国に入ったときになぜ二人が大声でこう言ったのか尋ねた。名前に注意してください?」（袁昊の本姓は拓跋であり、彼の先祖は唐の皇帝から李という姓を与えられ、宋の皇帝から趙という姓を与えられた。一人の人間が複数の姓を持っていると言えます）袁皓はこれを聞いて非常に驚き、彼らを釈放し、重要な任務を任せた。二人が夏に亡命した後、家族が宋によって隋州に送られると、袁暉は宋の解放令を正すために間者を送りましたが、誰もそのことを知りませんでした。そして両家族を歓迎した。夏王朝に入ってからは非常に信頼されており、袁暉が皇帝を名乗り建国して間もなく、張源を中州陵に任命し、その後も呉暉も再利用された。

## 任官
西夏王朝の燕作4年（1041年）に起こった河水川の戦いでは、張元は袁皓を支援して韓斉らが率いる宋軍を破り、7万人以上が宋軍に殺された。袁は結上寺の壁に詩を書き、その最初の詩は「夏宋は背が高かったので、韓斉も不思議ではなかった。四川には龍と虎がいっぱいで、彼はまだ軍事について話していた」と宋の時代の人々を嘲笑した。そして、詩の最後の碑文は韓斉を嘲笑し、それに署名したとき、彼は正式な称号の長いリストを書いた：「（西夏）グランドマスター、シャンシュウリン、およびジョンシュウリン張源が彼らにここに同行した」 」 同年、首相に就任。彼は名声と宋を滅ぼすという野望を常に大切にしており、袁昊に対宋戦争を拡大して陝西省関中の地を占領し、その後中原へ東進するよう勧めると同時に、袁昊に連絡した。宋王朝は両側から攻撃され、窮地に陥り、崩壊することは必至だった。
河水川の戦いの後、張元は袁皓が潭州に軍隊を送り、長安を占領するのを待つよう提案した。袁昊は彼の助言を採用し、定川村の戦い（1042年）を計画したが、袁昊の「自ら渭水河に来て長安を制圧する！」という英雄的な宣言も張元が書いたものである。
夏軍は魏州深くまで侵攻したが、宋の元州（現甘粛鎮源）奉行景台によって頑強に阻止され、夏軍は壊滅し、関中へ直行する西夏の計画はついに打ち砕かれた。 張元昌は袁皓を説得し、漢の土地を占領して漢民族に守らせれば、領土が拡大して富は十分になる、と主張した。しかし、袁昊には依然として遊牧生活が長く続き、略奪と帰還を繰り返していたため、勝利はしたものの、資金調達はますます困難になっていった。宋慶暦3年（1043年）に侯元皓が宋と和平交渉を行ったとき（後の1044年に宋と夏の「清暦講和会議」となる）、張元は懸命に戦ったが、袁皓は聞く耳を持たなかった。西夏と契丹の間で戦争が勃発すると（1044年、賀蘭山の戦い）、張元は自分の理想が実現できないことを悟り、意気消沈して延作7年（1044年）に病死した。夏に儀式を教えたときのこと。吳昊は自分がどこにたどり着いたのか分からなかった。

## 史料関連
清朝の呉広城は自分の行為を『西夏書史』に詳しく記録した。『宋史』には、「華陰出身の張源が袁昊の顧問として夏州へ赴いた。その後中国は反乱を起こし、そのために策略を用いた。袁昊は大変喜び、李存はこう言った」と漠然と述べているだけである。 「范夏は国の規模と侵略者に侵入する戦略を確立した。さらに二人が彼に教えた。」 「西夏が軍隊を使っていたとき、彼らに戦略を提供したいと考えていた二人の学生、張と李がいた。ハンとファンは自己メディアであることを恥ずかしく思い、人々が引きずり回せるように石碑に詩を刻んだ。ハンとファンは疑ったが、それを使用しなかった。久之，乃走西夏，诡名张元、李昊，到处题诗。長い時を経て、彼は張源、李皓と名乗って西夏に旅行し、各地で詩を書きました。それを聞いた袁皓は驚き、大いに喜んで彼を首謀者とみなし、国境に大きな混乱をもたらした。 」
宋の王立が著した『燕儀義蒙録』第5巻には、「旧制度では宮廷試験はすべて廃止され、勅令は一時的に3人に1人、2人に1人、あるいは3人に1人が執行された。 3人中2人なので古典が多い 省の試験で選ばれた者が宮廷の試験で何度も落選されたため、張元は怒りを利用して袁暉に降伏し、中国は大変な迷惑を被った… そこで役人たちは宮廷試験のせいにすべきだと彼は提案した。」

## 逸話
- 張元は度重なる失敗を経て、友人の胡（呉昊）とともに国境に急行し、数人を雇って大きな石板を引きずり、彼らの前に二人の人物が刻まれていた。彼らの才能は認められず、二人は国境司令官の注意を引こうと詩を唱えたり泣きながら後を追った。国境司令官は実際に彼らに会い、彼らを大きなテントの中に案内し、しばらく雑談をした後、再び彼らを送り返した。恐らくこの会話は良くないと感じたからであろう。張元は故郷に戻った後、理由は不明だが地元の判事から暴行を受けた。この侮辱により、彼は西夏への亡命を決意した。発する前に項羽の廟の前を通ったとき、「“乃竭囊沽酒，对羽极饮，酹酒泥像，又歌‘秦皇草昧，刘项起吞并’之词，悲歌累日，大恸而遁。”（彼は酒を売るために鞄の中身を抜き、虞基に酒を飲み、土像に酒を注ぎ、そして『秦の皇帝は無知だった、劉祥旗が併合した』という歌を歌った。）」張元は忠皇や愛国心という概念がない人ではなく、極度の個人主義者であり、自分の才能は凡庸な宮廷の人間よりもはるかに優れていると信じているようである。決して目立つことはできないだろう。彼は自分の優秀性を証明するあらゆる機会を見つけたいと考えており、そのために宋王朝を裏切り夏王朝に加わることを躊躇しなかった。

- 宋の李王が書いた『燕義義蒙録』巻五の記録によると、まさにその年に張元が「夏州へ歩いた」、つまり張元が宋に対して反乱を起こし、宋嘉佑の治世2年（1057年）、北宋は当時の科挙の入学制度を改革し、科挙制度を実施した。最終的に壬氏を排除し、壬氏を通過した全員に壬氏の地位が与えられる。科挙の結果が良くなくても、文士の離反や敵利用の再発を防ぐため、「壬氏と同じ出身」として表彰される。
- 清代、袁梅『隋源詩談』（詩はダメ）、393ページ；詩に反骨心があれば、その人は善人ではないはずだ。張源の『雪への頌歌』にはこうある、「300万匹の玉龍と戦った後、彼らの鱗と壊れた鎧は空を飛び回っている。」『鷲への頌歌』にはこうある。月よ、あなたは白い雲の奥深くまで飛んでいきます。」 ハン、ファン・ウェイジン 自分のために詩を書くのはふさわしくないと思い、それらの詩は捨てて使用しませんでした。張内は袁暉に亡命し、中国に迷惑をかけた。

## 映画やテレビ関連
1995 年の TV シリーズ「贺兰雪」（「西夏王朝」としても知られる）では、关新伟が張元を演じた。